# ونچاتس
ونچاتس (به صربی: Venčac) یک کوه در صربستان است که در الکساندراواک واقع شده‌است. ونچاتس ۶۵۹ متر بالاتر از سطح دریا واقع شده‌است.